# Lamp, Lazerus & Kris
Lamp, Lazerus & Kris was een Vlaamse popgroep, bestaande uit Guido Van Hellemont (Lamp), Wim Bulens (Lazerus) en Kris De Bruyne (Kris).
De groep startte als Lamp & Lazerus, tot Kris De Bruyne zich in 1971 bij hen kwam voegen. Als Lamp, Lazerus & Kris scoorden ze twee hits, met de nummers De onverbiddelijke zoener en De peulschil. Kort daarna verliet De Bruyne de groep, zodat ze opnieuw verdergingen als Lamp & Lazerus. Luk Vankessel kwam de groep versterken, maar succes bleef uit, waarop de groep gesplit is.

## Discografie
Een overzicht van hun releases:

### Hitsingles
- De peulschil / De onverbiddelijke zoener (1971)
- Superman / Onheil (1972)

### Albums
- Lamp, Lazerus & Kris (1971)
- Kompleet (1992)
- Originele Hits (2000)

## Trivia
- Yasmine coverde het nummer "Huisje 2" van de groep. Het is terug te vinden op haar album "Yasmine" (2001).